# 落合治
落合 治（おちあい おさむ、1931年9月8日 - ）は、日本の射撃競技（ピストル種目）選手。京都府警察所属の警察官。1960年ローマオリンピック・1964年東京オリンピックに出場。福井県出身者としては初のオリンピック選手である。

## 経歴
現在の福井県越前市今立地区出身。福井県立武生高等学校卒業後、1950年に警察予備隊に入隊。任期満了後、京都府警察の警察官となる。射撃訓練で頭角を現し、京都府警の代表として警察官の全国大会で個人優勝を果たすと、国際大会に派遣する強化指定選手に選ばれる。1960年ローマオリンピックでは、現地入り後に競技規則の改訂に気づき、調整してあったグリップを削ることを余儀なくされ、35位。
1964年東京オリンピックではラピッドファイアピストル種目に出場。6秒射の4発目が不発というアクシデントに見舞われて動揺し、24位。
心残りがあったというものの競技の一線を引退、警察学校などでの指導に専念した。1968年メキシコシティーオリンピックには後輩（白石洵）を導いた。